# Талица (приток Чёрной Холуницы)
Талица — река в России, протекает по Белохолуницкому району Кировской области. Устье реки находится в 32 км от устья Чёрной Холуницы по левому берегу. Длина реки составляет 27 км, площадь водосборного бассейна — 95,8 км².
Исток реки на Верхнекамской возвышенности в урочище Колпак в 10 км к северо-востоку от села Климковка (Кировская область) и в 20 км к северо-западу от посёлка Чёрная Холуница. Река течёт на северо-восток по ненаселённому, заболоченному лесному массиву. Впадает в Чёрную Холуницу между посёлками Каменное и Боровка (Троицкое сельское поселение). Последние километры течёт по болоту Чистое

## Данные водного реестра
По данным государственного водного реестра России относится к Камскому бассейновому округу, водохозяйственный участок реки — Вятка от истока до города Киров, без реки Чепца, речной подбассейн реки — Вятка. Речной бассейн реки — Кама.
Код объекта в государственном водном реестре — 10010300212111100030511.